# Arnoldo II di Kleve
Arnoldo II (in tedesco: Arnold II. von Kleve; 1165 circa – 1200 circa) fu signore di Heinsberg, dal 1191 circa, per diritto di matrimonio e conte reggente di Kleve dal 1198 fino alla sua morte.

## Origine
Secondo il documento n°533 del Urkundenbuch für die Geschichte des Niederrheins, Volume 1, Arnoldo era fratello del conte di Kleve, Teodorico III (Theodericus comes Cliuensis et frater suus comes Arnoldus) che, secondo il documento n°404 del Urkundenbuch für die Geschichte des Niederrheins, Volume 1, era il figlio del conte di Kleve, Teodorico II e della moglie (come ci viene confermato dal documento n°404 del Urkundenbuch für die Geschichte des Niederrheins, Volume 1, datato 1162, in cui Teodorico viene citato con la moglie, Adelaide (Theodericus comes in Cleue et Aleidis uxor mea)), Adelaide di Sulzbach(matre nostra comitissa Aleide), che era figlia del conte Gerardo III di Sulzbach, come ci viene confermato dal documento n°515 del Urkundenbuch für die Geschichte des Niederrheins, Volume 1, datato 1188 (defunctis patris eius comitis Geuehardi) e di Matilde di Baviera (vedova di Teopoldo di Vohburg), figlia del duca di Baviera, Enrico IX di Baviera, come ci conferma la Historia Welforum Weingartensis.

Secondo il documento n°CCCXXX del Regesta Historiae Westfaliae Teodorico II di Kleve era figlio del conte di Kleve, Arnoldo I, e della moglie, Ida di Lovanio (Theodericus Dei munere comes in Clivis, Arnoldi comitis et Ide comitisse filius), che era figlia del Langravio del Brabante, conte di Lovanio e Bruxelles, Margravio di Anversa e anche Duca della Bassa Lorena (Lotaringia), Goffredo il Barbuto e della sua prima moglie, Ida di Chiny, come conferma la Chronica Albrici Monachi Trium Fontium.

## Biografia
Di Arnoldo si hanno poche notizie, comunque è documentato con il titolo di conte, assieme al fratello Teodorico III, conte di Kleve, nel 1191.
Suo padre, Teodorico II, morì nell'aprile del 1172; gli Annales Egmundani ne riportano la morte (Eodem anno obiit Theodericus comes de Cleve), definendolo molto amabile (venustissimus).

Suo fratello, Teodorico, pur essendo ancora molto giovane, gli succedette come Teodorico III; il documento n°510 del Urkundenbuch für die Geschichte des Niederrheins, Volume 1, datato 1188 (Theodericus divina misericordia comes de Cliuo), lo conferma.

In questo stesso documento Arnoldo viene citato da Teodorico III assieme alla madre, Adelaide (matre nostra comitissa Aleide et fratre nostro Arnoldo)
Arnoldo poi viene citato, con il titolo di conte, nel documento n°533 del Urkundenbuch für die Geschichte des Niederrheins, Volume 1, datato 1191, assieme al fratello, Teodorico III conte di Kleve (Theodericus comes Cliuensis et frater suus comes Arnoldus).
Non si conosce l'anno esatto della morte di suo fratello Teodorico III, che, secondo una fonte incerta, fu tra i fondatori dell'Ordine Teutonico ad Acri; presumibilmente è morto in Terra santa, verso il 1198.

A Teodorico III succedette il figlio Teodorico come Teodorico IV, sotto la tutela e reggenza di Arnoldo, che già governava in assenza del fratello e resse la contea per altri due anni.

## Matrimonio e discendenza
Verso il 1191 Arnoldo II aveva sposato la signora di Heinsberg Adelaide di Heinsberg, che era nipote dell'arcivescovo di Colonia, Philipp von Heinsberg, che la cita assieme alla madre, Sofia (domna Sophya de Heymisberg et neptis nostra filia eius), nel documento n°530 del Urkundenbuch für die Geschichte des Niederrheins, Volume 1, quindi figlia di Goffredo di Heinsberg e di Sofia di cui non si conoscono gli ascendenti; nel documento n°2 del Urkundenbuch für die Geschichte des Niederrheins, Volume 2, viene citata assieme al nonno, Goswin von (Gozolino di) Heinsberg-Valkenburg (dominus Gozwinus de Valkenberg nepos iam dicti G. et domina Aleydis neptis eius); Adelaide, nel 1202, secondo il documento n°5 del Urkundenbuch für die Geschichte des Niederrheins, Volume 2 fece una donazione in memoria della madre (pie memorie mater mea domina Sophia). Adelaide morì nel 1216 circa e fu tumulata nell'abbazia di Heinsberg, come ci viene confermto dal documento n°70 del Urkundenbuch für die Geschichte des Niederrheins, Volume 2.

Arnoldo II dalla moglie, Adelaide, ebbe tre figli:
- Teodorico († 1228), signore di Heinsberg[13]
- Arnoldo († 1218), durante l'assedio di Damietta, avvenuto durante la quinta crociata
- Agnese († dopo il 1217), suora nell'abbazia di Heinsberg[13].

## Ascendenza
|                          |                           |                                   | Genitori                           |  |  | Nonni |  |  | Bisnonni             |  |  | Trisnonni          |  |
|                          |                           |                                   |                                    |  |  |       |  |  | Teodorico I di Kleve |  |  | Teodorico di Kleve |  |
|                          |                           |                                   |                                    |  |  |       |  |  | Teodorico I di Kleve |  |  | Teodorico di Kleve |  |
|                          |                           | Maria di Henneberg                |                                    |  |  |       |  |  | Teodorico I di Kleve |  |  |                    |  |
| Arnoldo I di Kleve       |                           |                                   |                                    |  |  |       |  |  | Teodorico I di Kleve |  |  |                    |  |
|                          |                           | …                                 | …                                  |  |  |       |  |  |                      |  |  |                    |  |
|                          |                           | …                                 | …                                  |  |  |       |  |  |                      |  |  |                    |  |
|                          |                           | …                                 | …                                  |  |  |       |  |  |                      |  |  |                    |  |
| Teodorico II di Kleve    |                           | …                                 |                                    |  |  |       |  |  |                      |  |  |                    |  |
|                          |                           | Goffredo I di Lovanio             | Enrico II di Lovanio               |  |  |       |  |  |                      |  |  |                    |  |
|                          |                           | Goffredo I di Lovanio             | Enrico II di Lovanio               |  |  |       |  |  |                      |  |  |                    |  |
|                          |                           | Goffredo I di Lovanio             | Adelaide di Betuwe                 |  |  |       |  |  |                      |  |  |                    |  |
| Ida di Lovanio           |                           | Goffredo I di Lovanio             |                                    |  |  |       |  |  |                      |  |  |                    |  |
|                          |                           | Ida di Chiny                      | Ottone II di Chiny                 |  |  |       |  |  |                      |  |  |                    |  |
|                          |                           | Ida di Chiny                      | Ottone II di Chiny                 |  |  |       |  |  |                      |  |  |                    |  |
|                          |                           | Ida di Chiny                      | Adelaide di Namur                  |  |  |       |  |  |                      |  |  |                    |  |
| Arnoldo II di Kleve      |                           | Ida di Chiny                      |                                    |  |  |       |  |  |                      |  |  |                    |  |
|                          | Berengario II di Sulzbach | Gebeardo II di Sulzbach           |                                    |  |  |       |  |  |                      |  |  |                    |  |
|                          | Berengario II di Sulzbach | Gebeardo II di Sulzbach           |                                    |  |  |       |  |  |                      |  |  |                    |  |
|                          | Berengario II di Sulzbach | Ermengarda di Rott                |                                    |  |  |       |  |  |                      |  |  |                    |  |
| Gebeardo III di Sulzbach | Berengario II di Sulzbach |                                   |                                    |  |  |       |  |  |                      |  |  |                    |  |
|                          |                           | Adelaide di Dießen-Wolfratshausen | Ottone II di Dießen-Wolfratshausen |  |  |       |  |  |                      |  |  |                    |  |
|                          |                           | Adelaide di Dießen-Wolfratshausen | Ottone II di Dießen-Wolfratshausen |  |  |       |  |  |                      |  |  |                    |  |
|                          |                           | Adelaide di Dießen-Wolfratshausen | Giustizia di Babenberg             |  |  |       |  |  |                      |  |  |                    |  |
| Adelaide di Sulzbach     |                           | Adelaide di Dießen-Wolfratshausen |                                    |  |  |       |  |  |                      |  |  |                    |  |
|                          |                           | Enrico IX di Baviera              | Guelfo I di Baviera                |  |  |       |  |  |                      |  |  |                    |  |
|                          |                           | Enrico IX di Baviera              | Guelfo I di Baviera                |  |  |       |  |  |                      |  |  |                    |  |
|                          |                           | Enrico IX di Baviera              | Giuditta di Fiandra                |  |  |       |  |  |                      |  |  |                    |  |
| Matilde di Baviera       |                           | Enrico IX di Baviera              |                                    |  |  |       |  |  |                      |  |  |                    |  |
|                          |                           | Wulfhilde di Sassonia             | Magnus di Sassonia                 |  |  |       |  |  |                      |  |  |                    |  |
|                          |                           | Wulfhilde di Sassonia             | Magnus di Sassonia                 |  |  |       |  |  |                      |  |  |                    |  |
|                          |                           | Wulfhilde di Sassonia             | Sofia d'Ungheria                   |  |  |       |  |  |                      |  |  |                    |  |
|                          |                           | Wulfhilde di Sassonia             |                                    |  |  |       |  |  |                      |  |  |                    |  |